# 집을 나온 여자
"집을 나온 여자"는 1972년 공개된 대한민국의 영화이다.

## 배역
- 신영균
- 김지미
- 남미리